# Wolseley Hornet (1930)
Der Wolseley Hornet war ein leichter PKW, den die Wolseley Motor Company von 1930 bis 1936 herstellte.

## Hornet
Er hatte einen kleinen Reihensechszylindermotor mit 1271 cm³ Hubraum und einer obenliegenden Nockenwelle (SOHC) und hydraulische Bremsen. Die Maschine wurde 1932 überarbeitet, sodass sie kürzer wurde und im Fahrgestell weiter vorne eingebaut werden konnte. 1935 wurde der Hubraum des Motors auf 1.378 cm³ vergrößert Anfangs konnte der Wagen bei Wolseley als geschlossene Limousine mit Stahl- oder Weymann-Karosserie oder als Zweisitzer bestellt werden. Einige der Weymann-Aufbauten wurden bei Surbico produziert, sportliche Versionen entstanden bei Abbey Coachworks. Ab 1931 gab es ihn auch ohne den Limousinenaufbau und er wurde für verschiedene Sportwagenaufbauten genutzt. 1932 kamen werksgefertigte Coupés mit 2 oder 4 Sitzplätzen dazu. Im letzten Produktionsjahr gab es nur noch eine Standardlimousine und ein Coupé.
Die frühesten Exemplare hatten ein Dreiganggetriebe, ab 1932 gab es ein Vierganggetriebe, das ab 1933 auch synchronisiert war. 1934 konnte auch ein Freilauf bestellt werden.
Der Motor des Hornet fand sich auch in den MG-Modellen Magna F / L und Magnette K / N.
Insgesamt entstanden in 7 Jahren 31.686 Hornet.

## Hornet Special
Es wurden auch zwei Sportmodelle unter dem Namen Wolseley Hornet Special gebaut. Die erste, von 1932 bis 1934 lieferbare Version hatte Doppelvergaser, eine höhere Kompression und entstand in 2.307 Exemplaren, unter anderem bei der Swallow Sidecar Company (nachmals Jaguar). 1935 gab es die zweite Version mit 1604 cm³-Motor, von der 148 Stück gebaut wurden.